# The collection 1982-1988
The Collection 1982-1988 è la decima compilation in lingua francese della cantante canadese Céline Dion, distribuita in Europa nel 1997. Presenta ventotto canzoni registrate tra il 1982 e il 1988 su un cofanetto di due CD. L'album è salito nelle classifiche di molti paesi europei raggiungendo la posizione numero 11 in Danimarca, la numero venti in Belgio Vallonia, la numero ventisette in Svezia e la numero trentasette nei Paesi Bassi.

## Antefatti e contenuti
Grazie al successo di D'eux, diventato l'album in lingua francese più venduto di tutti i tempi, varie etichette musicali di tutto il mondo pubblicarono diverse compilation con le prime registrazioni in studio di Céline Dion degli anni '80. Dopo Gold Vol. 1, Gold Vol. 2 e C'est pour vivre, fu pubblicata una compilation di due CD con canzoni di entrambi questi album, nel 1997 e nel 1998 in Europa. Anch'esso fu pubblicato sotto vari titoli diversi: 
- The Collection 1982–1988
- The Greatest Hits 1982–1988
- Lo Mejor de Céline Dion
- Ne partez pas sans moi
- Avec toi: the Very Best of the Early Years
- Amour
- The Best of the Early Years: The French Collection
- C'est pour toi
- The French Collection
- Premiers succès
- Sus Canciones Más Bellas
- The Solid Gold Collection

Le compilation sono state pubblicate anche con diverse copertine ed etichette musicali.

## Recensioni della critica e successo commerciale
Jose F. Promis di AllMusic diede all'album due stelle e mezzo su cinque e scrisse che questo album "raccoglie la maggior parte delle registrazioni essenziali della Dion dai suoi anni pre-superstar, quando era una giovanissima cantante francese, molto popolare in Canada e Francia". Promis notò che "l'Europop fortemente sintetizzato della canzone vincitrice dell'Eurovision Song Contest 1988, Ne partez pas sans moi, che è stata la canzone che ha presentato Céline Dion al pubblico internazionale, è una pietra miliare della sua carriera". Secondo lui, molte delle canzoni su questo set "sono giuste, e si differenziano dal pop teen elaborato della fine degli anni '90 a causa della sincerità sempre presente nella voce di Céline... i momenti salienti sono le eleganti ballate Tellement j'ai d'amour pour toi, Benjamin e La voix du bon Dieu, il luccicante Avec toi e Du soleil au cœur; e l'inno C'est pour vivre... altre canzoni quasi lasciano il segno, come il drammatico La religieuse, ma sono segnate da produzioni a volte bizzarre e, in questo caso, da un ponte davvero sconclusionato. Altre sono canzoni cantate, materiale da filastrocche, in particolare Hymne à l'amitié e l'incredibile suono anni '80 di Hello Mister Sam.
The Collection 1982–1988 raggiunse la Top 40 di diversi paesi europei: posizione numero 11 in Danimarca (nel luglio 1998), ventesima posizione in Belgio Vallonia (nell'agosto del 1997), numero ventisette in Svezia (nel marzo 1998) e la numero trentasette nei Paesi Bassi (nel marzo 1998).

## Tracce

### The Collection 1982-1988

#### CD 1
1. D'amour ou d'amitié – 4:00 (Eddy Marnay, Jean Pierre Lang, Roland Vincent)
2. Visa pour les beaux jours – 3:25 (Marnay, Christian Loigerot, Thierry Geoffroy)
3. Ne partez pas sans moi – 3:08 (Nella Martinetti, Atilla Şereftuğ)
4. Les oiseaux du bonheur – 3:39 (Marnay, André Popp)
5. Tellement j'ai d'amour pour toi – 2:57 (Marnay, Hubert Giraud)
6. La religieuse – 3:28 (Didier Barbelivien)
7. C'est pour toi – 4:02 (Marnay, François Orenn)
8. Avec toi – 3:28 (Marnay, Loigerot, Geoffroy)
9. Mon rêve de toujours – 4:19 (Marnay, Jean-Pierre Goussaud)
10. Du soleil au cœur – 2:42 (Marnay, Jean Claude Massoulier, Popp)
11. À quatre pas d'ici – 3:55 (Marnay, Peter Sinfield, Andy Hill)
12. Un amour pour moi – 3:18 (Marnay, Loigerot, Geoffroy)
13. Billy – 3:05 (Marnay, Patrick Lemaitre)
14. Comment t'aimer – 4:01 (Marnay, Romano Musumarra)

#### CD 2
1. Mon ami m'a quittée – 3:00 (Marnay, Loigerot, Geoffroy)
2. La dodo la do – 3:02 (Marnay. Christian Gaubert)
3. Hymne à l'amitié – 3:59 (Marnay, Dario Baldan Bembo, Nini Giacomelli, Sergio Bardotti)
4. Je ne veux pas – 4:02 (Marnay, Musumarra)
5. C'est pour vivre – 4:02 (Marnay, Popp)
6. En amour – 3:14 (Marnay, Loigerot, Geoffroy)
7. Ne me plaignez pas – 3:41 (Marnay, Steve Thompson)
8. Les chemins de ma maison – 4:14 (Marnay, Alain Bernard, Lemaitre)
9. Hello mister Sam – 4:12 (Marnay, Loigerot, Geoffroy)
10. Trois heures vingt – 3:37 (Marnay, Lemaitre)
11. Trop jeune à dix-sept ans – 4:50 (Marnay, Paul Greedus, Barry Blue)
12. Paul et Virginie – 3:50 (Marnay, Loigerot, Geoffroy)
13. La voix du bon Dieu – 3:14 (Marnay, Suzanne-Mia Dumont)
14. Benjamin – 4:36 (Marnay, Pierre Papadiamandis)

## Classifiche
| Classifica      | Posizione massima |
| --------------- | ----------------- |
| Belgio Vallonia | 20                |
| Danimarca       | 11                |
| Olanda          | 37                |
| Svezia          | 27                |